# Lista de navios atacados pelo submarino alemão U-432
O U-432 foi um submarino alemão do Tipo VIIC, pertencente a Kriegsmarine que atuou durante a Segunda Guerra Mundial. Comissionado em 26 de abril de 1941, esteve em operações até 11 de março de 1943 quando foi afundado.

## Navios afundados e danificados
O principal navio posto a pique pelo U-boot foi o contra-torpedeiro HMS Harvester (H-19) da Royal Navy.
O submarino participou de 8 patrulhas de guerra.  Além do contratorpedeiro foram danificados e afundados em 22 navios mercantes Aliados 
- 21 navios afundados (69 331 t)
- 2 navios danificados (15 666 t)

| Data                    | Comandante          | Nome do navio                  | Toneladas | Nacionalidade  | Comboio                                            |  |
| ----------------------- | ------------------- | ------------------------------ | --------- | -------------- | -------------------------------------------------- |  |
| 10 de setembro de 1941  | Heinz-Otto Schultze | SS Muneric                     | 5 229     | Reino Unido    | Comboio SC 42 (9 - 14 setembro 1941)               |  |
| 10 de setembro de 1941  | Heinz-Otto Schultze | SS Stargard                    | 1 113     | Noruega        | Comboio SC 42 (9 - 14 setembro 1941)               |  |
| 10 de setembro de 1941  | Heinz-Otto Schultze | SS Winterswijk                 | 3 205     | Países Baixos  | Comboio SC 42 (9 - 14 setembro 1941)               |  |
| 11 de setembro de 1941  | Heinz-Otto Schultze | SS Garm                        | 1 231     | Suécia         | Comboio SC 42 (9 - 14 setembro 1941)               |  |
| 17 de outubro de 1941   | Heinz-Otto Schultze | MV Barfonn                     | 9 739     | Noruega        | Comboio SC 48 (15 - 17 de outubro de 1941)         |  |
| 17 outubro de 1941      | Heinz-Otto Schultze | SS Bold Venture                | 3 222     | Panamá         | Comboio SC 48 (15 - 17 de outubro de 1941)         |  |
| 17 de outubro de 1941   | Heinz-Otto Schultze | SS Evros                       | 5 283     | Grécia         | Comboio SC 48 (15 - 17 de outubro de 1941)         |  |
| 28 de outubro de 1941   | Heinz-Otto Schultze | SS Ulea                        | 1 574     | Reino Unido    | Comboio HG-75 (22 de outubro - 3 de novembro 1941) |  |
| 15 de fevereiro de 1942 | Heinz-Otto Schultze | SS Buarque                     | 5 229     | Brasil         |                                                    |  |
| 18 de fevereiro de 1942 | Heinz-Otto Schultze | SS Olinda                      | 4 053     | Brasil         |                                                    |  |
| 19 de fevereiro de 1942 | Heinz-Otto Schultze | SS Miraflores                  | 2 158     | Reino Unido    |                                                    |  |
| 21 de fevereiro de 1942 | Heinz-Otto Schultze | SS Azalea City                 | 5 529     | Estados Unidos |                                                    |  |
| 27 de fevereiro de 1942 | Heinz-Otto Schultze | SS Marore                      | 8 215     | Estados Unidos |                                                    |  |
| 17 de maio de 1942      | Heinz-Otto Schultze | FV Foam                        | 324       | Estados Unidos |                                                    |  |
| 23 de maio de 1942      | Heinz-Otto Schultze | SS Zurichmoor                  | 4 455     | Reino Unido    |                                                    |  |
| 31 de maio de 1942      | Heinz-Otto Schultze | SS Liverpool Packet            | 1 188     | Canadá         |                                                    |  |
| 3 de junho de 1942      | Heinz-Otto Schultze | FV Aeolus                      | 41        | Estados Unidos |                                                    |  |
| 3 de junho de 1942      | Heinz-Otto Schultze | MFV Ben and Josephine          | 102       | Estados Unidos |                                                    |  |
| 9 de junho de 1942      | Heinz-Otto Schultze | SS Kronprinsen (danificado)    | 7 073     | Noruega        | Comboio BX-23A (9 de junho de 1942)                |  |
| 9 de junho de 1942      | Heinz-Otto Schultze | SS Malayan Prince (danificado) | 8 593     | Reino Unido    | Comboio BX-23A (9 de junho de 1942)                |  |
| 24 de setembro de 1942  | Heinz-Otto Schultze | SS Pennmar                     | 5 868     | Estados Unidos | Comboio SC-100 (12 - 28 setembro 1942)             |  |
| 17 de dezembro de 1942  | Heinz-Otto Schultze | Poitou                         | 310       | França         |                                                    |  |
| 11 de março de 1943     | Heinz-Otto Schultze | HMS Harvester (H-19)           | 1 340     | Royal Navy     | Comboio HX-228 (28 de fevereiro - 11 março 1943)   |  |

SS (steam ship) - navio a vapor 

FV (fishing vessel) - barco de pesca 

MFV (motor fishing vessel) - barco de pesca a motor 

MV (motor vessel) - barco a motor

HMS (Her Majesty's Ship) - navio de sua majestade, prefixo dos navios pertencentes a Marinha Real Britânica